# Metro Exodus
Metro Exodus je first-person shooter hra vyvinutá společností 4A Games a vydáno společností Deep Silver. Hra je třetí ze série Metro (po Metru 2033 a Last Light), je postavena na základě románu Dmitrije Glukhovského. Hra od kritiků dostává především pozitivní recenze za příběh, postavy, atmosféru a grafiku ale hře jsou vytýkány technické problémy.

## Příběh
Hra se odehrává v roce 2035. Hlavní hrdina Arťom po událostech z Metro: Last Light začal pochybovat o tom, že v moskevském metru jsou poslední lidé na světě a chodí na povrch, snaže se navázat radiový kontakt s okolním světem. Jeho žena Anna mu nevěří a tvrdí mu, že nikdo jiný nepřežil, až do té doby, kdy uvidí vlak jedoucí na zamořeném povrchu Moskvy. Když se vydají ho blíže prozkoumat, jsou přepadeni vojáky Hanzy. V zajetí se setkají s dvěma civilisty, kteří tvrdí, že nejsou z Moskvy. Hanza je vzápětí popraví a postřelí Arťoma, když se snažil jim v tom zabránit. Arťom se vydá na jejich stanici zachránit Annu. Spřátelený strojvůdce Jermak oběma pomůže a vlakem „Aurora“ odjedou ze základny.
Brzy poté je zadrží Sparta v čele s Millerem, Anniným otcem a vůdcem Řádu. Ten jim vysvětlí, že kontakt s okolním světem je rušen, protože válka neskončila a celé Rusko je okupováno vojsky NATO. Protože vědí pravdu, jsou nuceni utéct z Moskvy. Skupina Sparťanů s Arťomem a Annou se vydají k hoře Jamantau, kde údajně sídlí ruská vláda. Po cestě se zastaví poblíž osady fanatických elektrofobů, kteří jim brání v průjezdu. Na cestě přiberou tři uprchlíky a připojí k Auroře přilehlý spací vůz. Po vyřešení problému s fanatiky dorazí do bunkru v Jamantau. Tam se ovšem ukáže, že ruská vláda tam nikdy nedorazila a z původních obyvatel se stali kanibalové. Skupina většinu pobila a zničila komunikační zařízení, aby kanibalové nelákali další oběti. Před útěkem získají lokaci objektu, kde mohou získat satelitní záběry země a najít nezamořené místo pro život. Místo se nachází u vyschlého Kaspického moře a tam se také vydají. Po dlouhé cestě jim dojde palivo a zásoby a jsou nuceni zastavit ve vyprahlé kazašské poušti. V dunách Arťom najde Giul, která ho dovede do onoho objektu přes území gangu otrokářů. Nakonec jsou dokumenty získány a vůdce gangu zabit. Aurora pokračuje do nezamořené lokality ve středním Rusku.
Během cesty se dramaticky zhorší Annin zdravotní stav, když začne kašlat krev. Anně se na následkem vdechnutí jedovatých plynů začaly rozpadat plíce a lék na Auroře není. Miller uváží, že kašel přejde díky nekontaminovanému vzduchu v nové lokaci, do které je Arťom s parťákem Aljošou vyslán na průzkum. V malé vesničce se ale povoz s oběma zhroutí a Arťom se ocitá na území ovládané Pionýry a Piráty – těsně spolupracujícími izolovanými skupinkami, které se skládají z bývalých žáků místní školy. Zatímco Pionýři jsou převážně přátelští, Piráti jsou k cizincům nepřátelští a mezitím zajali Aljošu. Poté, co je Arťom zachráněn Olgou, dívkou z řad Pionýrů, se s Aljošou dostanou zpět k Auroře. Zde zjistí, že Annin stav se nezlepšil a vlak musí získat lék v Novosibirsku.
V zimě Aurora dorazí do Novosibirsku, který je kvůli mnohonásobně vyšší radiaci než v Moskvě nevypleněný, a Arťom s Millerem zamíří do novosibirského metra s cílem najít obyvatele. V podzemí potkají malého chlapce Kirilla a zjistí, že je možná jediným obyvatelem metra, protože v metru proběhla krvavá občanská válka, na jejímž konci se obě strany navzájem vyvraždily a zbytek obyvatel zemřel na následky neúnosné radiace. V metru se Arťom vydá do institutu, kde se má nacházet lék. Na místě Arťom najde kufr oněch léků, ale po cestě na povrchu a v metru je zasažen smrtelnou dávkou radiace. Před institutem jej najde Miller a s Arťomem a Kirillem se vydají ke kolejím mimo zamořené území. Těsně před příjezdem Aurory však Miller umírá. Arťom je Sparťany přivlečen do vlaku, kde musí dostat dostatek krve na to, aby přežil.
Konec je ovlivněn akcemi hráče. V dobrém konci Arťom získá dostatek krve a je zachráněn. S Annou a ostatními členy posádky se vydají k Bajkalu a založí tam kolonii. Arťom je před Millerovým hrobem jmenován vůdcem Řádu a rozhodne, že jejich cílem je zachránit další lidi. Ve špatném konci ve vlaku není dostatek dárců a Arťom zemře. Po smrti se probouzí v temné verzi Aurory, kde se setkává se stíny Bourbona, Chána a s Millerem. Je vyložen u poštovní schránky s pohlednicí Bajkalu a temná Aurora odjíždí bez něj. V reálném světě zatím Anna u Bajkalu oplakává Arťoma a Millera za zvuku palebným salv.

## Kritika
Nejtěžší rána pro hru přišla 28. ledna 2019, kdy vývojáři nečekaně oznámili, že hra vyjde pouze na Epic Games Store kvůli lepší dohodě ohledně rozdělení příjmů mezi vývojáře a distributora. Kvůli tomu rozhodnutí bylo zrušeno vydání hry pro Steam, ale byly zachovány všechny předprodeje na Steamu uskutečněné do 28. ledna a zároveň byly příslíbeny aktualizace pro všechny vlastníky Steam verze v období exkluzivity Epic Games Store. 4A Games oznámilo, že hra na Steam vyjde, ovšem až o rok později. Metro Exodus kvůli tomu utrpělo nemalé ztráty na prodeji a ve Spojeném království se ho prodalo o 2000 kusů méně než Far Cry New Dawn.